# Slås Om Job I-V
|  | Denne artikel er oprettet af botten PalnaBot ud fra en ekstern database. Den kan derfor have sproglige fejl eller mangler. Denne skabelon kan fjernes efter kontrol af indholdet. |

Slås Om Job I-V er en film instrueret af Peter Gren Larsen, Lars Vestergaard.

## Handling
TV-serie i bedste japanske ULTRAQUIZ stil. Fem unge kæmper om et job, der er 1. præmie for en lang række konkurrencer, som ikke var fingerede, personerne ej heller. Det job der kæmpes om, er et job, som en rigtig virksomhed rent faktisk har stillet til rådighed for vinderen. Serien er fuld af overraskelser, ikke mindst slutningen.